# Hypnella symphyodontoides
Hypnella symphyodontoides là một loài rêu trong họ Sematophyllaceae. Loài này được Vilas Boas-Bastos mô tả khoa học đầu tiên năm 2009.